# Pierre-Jacques-René Denne-Baron
Pierre-Jacques-René Denne-Baron (Parigi, 6 settembre 1780 – Parigi, 5 giugno 1854) è stato uno scrittore francese.

## Biografia
Figlio di una ricca famiglia, si dedicò agli studi filologici e coltivò la sua inclinazione alla poesia. Tradusse in versi le poesie di Sesto Properzio e i frammenti da Virgilio, Marco Anneo Lucano, e Claudio Claudiano, in prosa le opere di Anacreonte, e altri autori.
Ha anche lasciato un certo numero di poesie originali, tra cui:
- Héro et Léandre (1806) a partire dal poema originale di Museo Grammatico;[1][2]
- La nymphe Pyrène (1823);[1]
- la raccolta di idilli Fleurs poétiques (1825).[1]

Fu uno dei principali collaboratori del Dictionnaire de la conversation.
Morì in miseria a Parigi.